# Ragenwies
Ragenwies ist ein Gemeindeteil des Marktes Moosbach im Oberpfälzer Landkreis Neustadt an der Waldnaab, Bayern.

## Geographische Lage
Das Dorf Ragenwies liegt auf dem Südosthang des 625 m hohen Schertelsberges inmitten einer Rodungsinsel, ungefähr 6 km südöstlich von Moosbach.

## Geschichte
Zum Stichtag 23. März 1913 (Osterfest) wurde Ragenwies als Teil der Pfarrei Moosbach mit 13 Häusern und 83 Einwohnern aufgeführt.
1985 wurde in Ragenwies eine dem heiligen Michael geweihte Kapelle erbaut.
Am 31. Dezember 1990 hatte Ragenwies 48 Einwohner und gehörte zur Pfarrei Moosbach.